# Скотак, Роберт
Ро́берт Ско́так (англ. Robert Skotak, род. 17 мая 1945 года, Детройт, Мичиган, США) — кинорежиссёр, продюсер, художник, актёр, монтажер. Младший брат Денниса Скотака (род. 1943), с которым работал над многими фильмами.

## Избранная фильмография
- «Звёздный десант 3: Мародёр» (Starship Troopers-3: Marauder), 2007
- «Степфордские жёны» (The Stepford Wives), 2004
- «Дрожь земли 4: Легенда начинается» (Tremors 4: The Legend Begins), 2004
- «Люди Икс 2» (X2), 2003
- «Дом ночных призраков» (House on Haunted Hill), 1999
- «Титаник» (Titanic), 1997
- «Марс атакует!» (Mars Attacks!), 1996
- «Прибытие» (The Arrival), 1996
- «Чужой внутри» (The Alien Within), 1995
- «Танкистка» (Tank Girl), 1995
- «Побег невозможен» (No Escape), 1994
- «Клиффорд» (Clifford), 1994
- «Вселенная тьмы» (Dark Universe), 1993
- «Сердце и души» (Heart and Souls), 1993
- «Капитан Рон» (Captain Ron), 1992
- «Дорогая, я увеличил ребёнка» (Honey I Blew Up the Kid), 1992
- «Возвращение Бэтмена» (Batman Returns), 1992
- «Бросив смертельный взгляд» (Cast a Deadly Spell), 1991
- «Терминатор 2: Судный день» (Terminator 2: Judgment Day), 1991
- «Синженор» (Syngenor), 1990
- «Человек тьмы» (Darkman), 1990
- «Дрожь земли» (Tremors), 1990
- «Бездна» (The Abyss), 1989
- «Повелители глубин» (Lords of the Deep), 1989
- «Вторжение на Землю» (Invasion Earth: The Aliens Are Here), 1988
- «Чужие» (Aliens), 1986
- «Границы города» (City Limits), 1985
- «Чудовище» (Creature), 1985
- «Странные пришельцы» (Strange Invaders), 1983
- «Челюсти 3» (Jaws 3-D), 1983
- «Запретный мир» (Forbidden World), 1982
- «Галактический террор» (Galaxy of Terror), 1981
- «Побег из Нью-Йорка» (Escape from New York), 1981
- «Битва за пределами звёзд» (Battle Beyond the Stars), 1980
- «Демонический любовник» (The Demon Lover), 1977

## Награды
Лауреат двух премий «Оскар» и двух премий Британской Академии в области кино за спецэффекты к фильмам «Чужие» (1986) вместе с Джоном Ричардсоном, Стэном Уинстоном, Сюзанн М. Бенсон и «Терминатор 2: Судный день» (1991) вместе с Джином Уорреном-младшим, Стэном Уинстоном и Деннисом Мьюреном.
Академия научной фантастики, фэнтези и фильмов ужасов США вручила Роберту Скотаку премию «Сатурн» за лучшие спецэффекты к «Чужим».